# FC Schalke 04 (baloncesto)
El Schalke 04 es un equipo de baloncesto alemán con sede en la ciudad de Gelsenkirchen, Renania del Norte-Westfalia, que compite en la ProA, la segunda categoría del baloncesto alemán. Disputa sus partidos en el Halle an der Mühlbachstraße, con capacidad para 1.100 espectadores. Es la sección de baloncesto del FC Schalke 04.

## Historia
La sección de baloncesto del FC Schalke 04 fue creada originalmente por varios clubes en Gelsenkirchen. De la unión entre el ASC Gelsenkirchen y el BG Eurovia Buer, en la temporada 1972/73, nació el SG Eurovia Buer. Ambos clubes habían competido previamente en la Basketball Bundesliga. El ASC Gelsenkirchen jugó desde 1966 hasta 1968 en la máxima categoría, mientras que el BG Eurovia Buer fue invitado en la temporada 1970-71. En 1974, el SG Eurovia Buer se unió al FC Schalke 04, pasando a ser la sección de baloncesto del equipo del clásico del fútbol alemán.

## Trayectoria
| Temporada | Nivel | Liga            | Pos. |
| --------- | ----- | --------------- | ---- |
| 2004–05   | 2     | 2. Bundesliga   | 15º  |
| 2005–06   | 2     | 2. Bundesliga   | 10º  |
| 2006–07   | 2     | 2. Bundesliga   | 6º   |
| 2007–08   | 2     | ProA            | 14º  |
| 2008–09   | 2     | ProA            | 15º  |
| 2009–10   | 4     | 1. Regionalliga | 11º  |
| 2010–11   | 4     | 1. Regionalliga | 4º   |
| 2011–12   | 4     | 1. Regionalliga | 6º   |
| 2012–13   | 4     | 1. Regionalliga | 4º   |
| 2013–14   | 4     | 1. Regionalliga | 3º   |
| 2014–15   | 4     | 1. Regionalliga | 4º   |
| 2015–16   | 4     | 1. Regionalliga | 1º   |
| 2016–17   | 3     | ProB            | 6º   |
| 2017–18   | 3     | ProB            | 3º   |

1. ↑  Relegado a 1. Regionalliga tras renunciar a su plaza en ProB.
2. ↑  Ascendió a ProA, tras la renuncia del Scanplus Baskets.

## Palmarés
2. Basketball Bundesliga
- Campeón (3): 1977, 1982, 1984

1. Regionalliga West
- Campeón (4): 1975, 1987, 1995, 2016